# Trollfisktjärnarna (Idre socken, Dalarna, 685820-132448)
Trollfisktjärnarna är en sjö i Älvdalens kommun i Dalarna och ingår i Dalälvens huvudavrinningsområde. Sjön har en area på 0,0222 kvadratkilometer och ligger 642,1 meter över havet.

## Delavrinningsområde
Trollfisktjärnarna ingår i det delavrinningsområde (685877-132399) som SMHI kallar för Utloppet av Aspdagen. Medelhöjden är 648 meter över havet och ytan är 4,05 kvadratkilometer. Räknas de 21 avrinningsområdena uppströms in blir den ackumulerade arean 176,41 kvadratkilometer. Borgan som avvattnar avrinningsområdet har biflödesordning 2, vilket innebär att vattnet flödar genom totalt 2 vattendrag innan det når havet efter 501 kilometer. Avrinningsområdet består mestadels av skog (61 procent). Avrinningsområdet har 1,05 kvadratkilometer vattenytor vilket ger det en sjöprocent på 26 procent.